# Flughafen Batman

i8
i11
i13
Der Flughafen Batman (türkisch Batman Havalimanı, IATA-Code: BAL, ICAO-Code: LTCJ) ist ein türkischer Flughafen nahe der Stadt Batman. Er wird durch die staatliche DHMI betrieben.

## Geschichte
Der Flughafen wurde 1998 dem Betrieb übergeben und seit dem 30. August 2010 durch die DHMI betrieben, zuvor war das türkische Militär verantwortlich für den Betrieb. Der Flughafen wird zivil sowie militärisch genutzt. Er verfügt über einen Terminal mit einer Fläche von 20.741 Quadratmetern mit VIP-Anbau, eine Feuerwache, die dem Flughafen die Feuerschutzkategorie CAT VI sichert, sowie eine befestigte Start- und Landebahn, die jedoch kein Instrumentenfluglandesystem (ILS) besitzt. Das Vorfeld hat eine Größe von 120 × 162 Meter. Für den Militärbetrieb gibt es auch zahlreiche Hangars und kleinere Vorfelder.
Die ihm zugeordnete Stadt Batman liegt etwa sieben Kilometer entfernt. Sie ist mit Taxi und Privatwagen über die Fernstraße D-370 zu erreichen. Vor dem Terminal gibt es einen Parkplatz für 350 Autos.